# Helena Železná-Scholzová
Helena Železná–Scholzová (16. srpna 1882 Chropyně – 18. února 1974 Řím, Itálie) byla moravská německá sochařka a pedagožka.

## Životopis
Její rodiče byli Adalbert Scholz, doktor práv, ředitel cukrovaru v Chropyni a Maria Kleinertová-Scholzová-Stonawská, slezská německá spisovatelka a básnířka z Třebovic, publikující pod psudonymem Maria Stona. Matka po sedmi letech strávených v Chropyni svého manžela opustila (rozvod 1899) a s dcerou a synem se vrátila k rodičům do Třebovic. Tam v rodinném zámku strávila Helena se svým bratrem Sigfridem (22. 6. 1884) dětství. Matka na zámek zvala mnoho významných osobností, světově proslulých umělců, politiků a spisovatelů, jako byli Rudolf Steiner (1901), Georg Brandes (1901, 1903), Georges Clemenceau, Berta von Suttner (1913), malíř Carry Hauser (1918), dramatik Franz Theodor Csokor, Flinders Petrie, Stefan Zweig.
Helena byla nejen jazykově nadaná – domluvila se anglicky, italsky, francouzsky a německy – ale už od dětství se u ní projevoval výtvarný talent. Nejdříve studovala kresbu ve Vídni (1901) a Drážďanech, poté sochařství v Berlíně (1902) u Fritze Heinemanna a Maxe Klingera, v Bruselu u Charlese van der Stappena (1903–1907), ve Švýcarsku u Augusta Giacomettiho a také v Paříži, Florencii a Římě. Byla v kontaktu s umělci Hansem Kestrankem, Edwardem Gordonem Craigem, Juliem Rolshovenem a Georgem Brandesem, se kterým byla roku 1913 v Tunisu.
Po vypuknutí první světové války, se přestěhovala do Vídně, kde získala skvělou zakázku – portrétování habsburské císařské rodiny, včetně princezny Zity z Bourbon-Parma. 8. května 1917 se zde vdala za podplukovníka rakousko-uherské armády Jana Železného, s nímž prožila harmonické bezdětné manželství.
Po válce se usadili nejdříve ve Florencii (1919–1922) a pak v Římě (od 1923), který se stal jejich druhým domovem. Tam učila děti sochařství. Léta obvykle trávila v Třebovicích, kde jí matka nechala postavit ateliér.
V září 1932 přijela na doporučení československého vyslance v Římě Vojtěcha Mastného do Topoľčianek. Strávila tu devět dní a během sedmi sezení vytvořila Masarykovu 85 centimetrů vysokou bronzovou sochu, která zobrazuje horní část jeho těla. Tehdy se s prezidentem sblížila a až do jara 1934 spolu udržovali čilou korespondenci.
Od roku 1922, až do své smrti v roce 1974, měla Helena ateliér na adrese 54 Via Margutta, kde pořádala pravidelné výtvarné kurzy. Studio na této adrese nechal postavit markýz Francesco Patrizi v roce 1855. Postavil palác s byty, kde umělci mohli žít a pracovat. Pablo Picasso, Igor Stravinskij a Giacomo Puccini produkovali v těchto studiích počátkem 20. let některé ze svých největších děl.
V letech 1946 až 1949 žila Helena ve Spojených státech, učila kombinovaná média na institucích ve Filadelfii a okolí, jako je Philadelphia Museum of Art a Swarthmore College. V Římě bydlela na 54 Via Margutta.

## Dílo
Na počátku dvacátého století byla vedle Josefa Obetha a Albína Poláška nejvýznamnější osobností sochařství na severní Moravě a ve Slezsku. Vytvořila sochařské portréty, včetně portrétu členů rodu Habsburků, Franze Conrada von Hötzendorf, Sybily Grahamové, Benito Mussoliniho a Tomáše Garrigue Masaryka (1932), se kterými měla blízký vztah. Je také známá jako italská sochařka, protože mnoho let žila a pracovala v Římě. Její díla zahrnují více než 300 sochařských portrétů, jako jsou busty, reliéfy a sošky z mramoru, bronzu a terakoty.
Její práce byly vystaveny v Berlíně a ve Vídni v roce 1907, 1912 v Ostravě, 1913 v Opavě, 1915 ve Vídni, 1921 ve Florencii, v Římě v roce 1925 a 1932 a také roku 1934 v Paříži
Několik jejích děl bylo během druhé světové války zničeno. Jedním z nich byl velký oltář představující život Hedviky Slezské v kostele sv. Hedviky v Opavě. V roce 1973 napsala Helena knihu My Dear Pupils, která představuje práci některých jejích studentů.
Její práce byly umístěny ve stálé sbírce hradu Hradec nad Moravicí, Slezského muzea v Opavě, Galerie výtvarného umění v Muzeu výtvarných umění v Ostravě a Národní galerie v Praze, reliéfy visely v kostele sv. Hedviky v Opavě.

### Výstavy
- Mostra Personale della Scultrice Elena Zelezný: dal 23 Aprile al 8 Maggio 1925 – Roma. Casa d'Arte Palazzi, 1925
- Palazzo Doria Pamphilj – Roma, 1932
- Galerie Jean de Charpentier: Work days and Holidays – Paris, 1934
- Třebovice a výtvarné umění – výstavu připravil a katalog zpracoval Vilém Jůza; díla: Helena Železná-Scholzová, Valentin Držkovic, Arnošt Hrabal, Helena Salichová, Augustin Handzel, Josef Šrámek, Vladislav Gajda, Otakar Schindler. Ostrava: Galerie výtvarného umění, 1977

### Výběr prací
- Promyšlený (1906), bronz, zámek Raduň
- Melancholie (1906), bronz, zámek Raduň
- Alegorie dramatu a hudby (1907), městské divadlo v Moravské Ostravě (zničeno)
- Alegorie smutku (1909), hrobka Aloise Schozese, Gratz
- Charles van der Stappen (1909), malá soška
- Salome-Vampýr (1910), dřevěná plastika, výška cca 40 cm[4]
- Georg Brandes (1913), dvě malé sošky a busta, Tunis
- Alegorie spravedlnosti (1914), budova soudu, Fryštát
- Zvláštní vydání (1915), bronzová figurální skupina, Moderní galerie v Praze
- Slovenská rodina (1923), bronz, zámek Raduň, výška 56 cm[4]
- Dr. Ostrčil (1924), náhrobní socha, Praha-Olšany
- Portrét Zdeny Mastné (1927), skulptura
- Cenotaph (1930), Těšín (zničeno)
- Společné a sváteční dny (1933), bronz, galerie Ostrava
- Tomáš Garrigue Masaryk (1933), bronz, Slezské muzeum Opava
- Život svatý (1936), cyklus deseti reliéfů, sv. Hedvika, Opava
- Papež Pavel VI. (1967)

### Knihy
- My Dear Pupils – Palombi 1973 Roma
- Zelezny-Scholz E. et al Strinati R. (ed.) Elena Zelezny-Scholz – Fratelli Palombi 1957 Roma
- Zelezny H. and Spidlik T. Sculptured Prayer. Twelve Works of Helen Zelezny Arti grafiche – Palombi 1968 Roma
- Aus der Jugend einer Bildhauerin: Tagebuchblätter aus d. Jahren 1908–1917 – Fratelli Palombi 1972 Roma
- Zelezny-Scholz H. and Cisterna F. Nachlese – Fratelli Palombi 1974 Roma